# Estée Cattoor
Estée Cattoor (1 mei 2004) is een Belgische voetbalster. Ze speelt als middenvelder voor Oud-Heverlee Leuven in de Belgische Super League competitie. 